# Ritmerk
Ritmerk – wieś w Słowenii, w gminie Ormož. 1 stycznia 2018 liczyła 48 mieszkańców.